# Born of Osiris
Born of Osiris — американський дезкор-гурт з міста Палетайн, штат Іллінойс.

## Історія
За час свого існування гурт не одноразово змінював назву Diminished (2003–2004), Your Heart Engraved (2004–2006), та Rosecrance (2006–2007), остаточно гурт змінив ім'я в 2007 році на Born of Osiris, ім'я базується на назві єгипетського бога Осіріса

## Учасники гурту
- Ronnie Canizaro - Вокал (2003–наш час)
- Cameron Losch – барабани(2003–наш час)
- Joe Buras – синтезатор, бек-вокал (2003–наш час)
- David Da Rocha – бас-гітара(2007–наш час)
- Lee McKinney – гітара(2007–наш час)

### Колишні учасники
- Matt Pantelis
- Joel Negus
- Dan Laabs
- Mike Shanahan
- Jason Richardson

## Музичний стиль
На стиль гурту вплинули такі гурти як: Meshuggah, Cannibal Corpse, Converge, Hatebreed, Slayer, та The Mars Volta

## Дискографія
Студійні альбоми
| 2009 | A Higher Place - Released: 1995 - Label: Sumerian - Formats: CD, digital download        | 73 | 8  | 27 | 10 |
| 2011 | The Discovery - Released: 1986 - Label: Sumerian - Formats: CD, digital download         | 87 | 17 | 23 | 6  |
| 2013 | Tomorrow We Die ∆live - Released: 1985 - Label: Sumerian - Formats: CD, digital download | 27 | 8  | 10 | 3  |

### Міні-альбоми
- Rosecrance (2006)

- The New Reign (2007)

## Відеографія
Відеокліпи
| Рік  | Альбом                | Назва                                                            | Продюсер       |
| ---- | --------------------- | ---------------------------------------------------------------- | -------------- |
| 2008 | The New Reign         | "Open Arms to Damnation"                                         | Ori Kairy      |
| 2010 | A Higher Place        | "Now Arise" [Архівовано 28 квітня 2016 у Wayback Machine.]       | David Brodsk   |
| 2011 | The Discovery         | "Recreate" [Архівовано 12 квітня 2016 у Wayback Machine.]        | Andrew Pulaski |
| 2012 | The Discovery         | "Follow the Signs" [Архівовано 9 червня 2016 у Wayback Machine.] | Andrew Pulaski |
| 2013 | Tomorrow We Die ∆live | "M∆chine" [Архівовано 8 лютого 2016 у Wayback Machine.]          | Н/Д            |
| 2013 | Tomorrow We Die ∆live | "Divergency" [Архівовано 9 серпня 2016 у Wayback Machine.]       | Н/Д            |